# Bocchorisvase

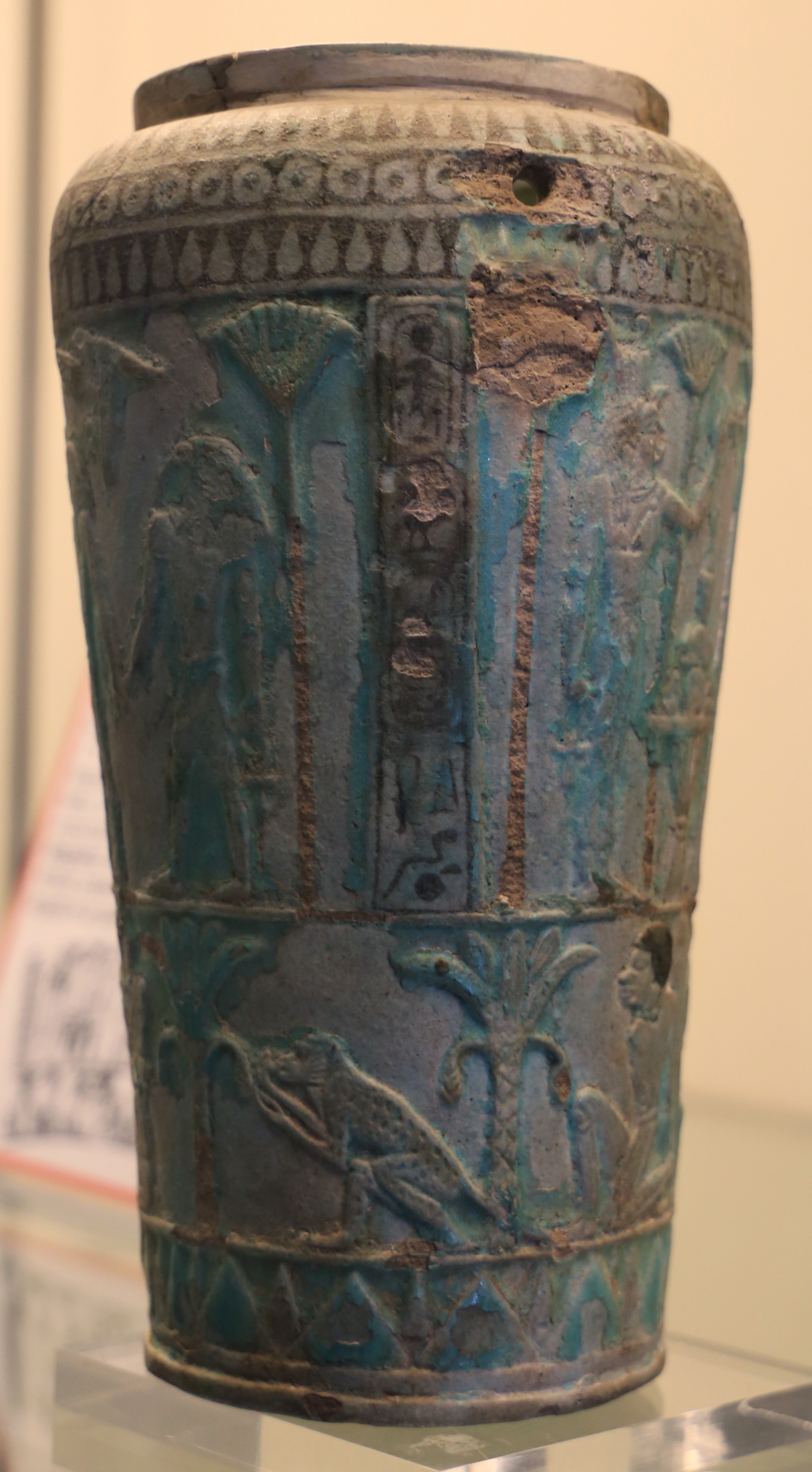
Die Bocchorisvase

Die Bocchorisvase (auch Bokchorisvase) wurde 1895 in einem etruskischen Grab in Tarquinia gefunden und befindet sich heute im Museo Archeologico Nazionale Tarquiniense (Inventarnummer RC 2010). Die Vase, in der Literatur manchmal auch als Situla bezeichnet, ist 22,2 cm hoch und hat einen Durchmesser von 12,5 cm. Sie ist aus Ägyptischer Fayence gearbeitet. Auf der Außenseite findet sich eine Reliefdekoration in zwei Registern. Das obere Register zeigt zwei Kultszenen. In der ersten sieht man einen ägyptischen König zwischen der Göttin Neith und dem Gott Horus stehen. In der zweiten Szene sieht man wiederum den König, der von Thot zu Horus geleitet wird. Im unteren Register sind mehrere kniende und gefesselte nubische Gefangene dargestellt. Wiederum im oberen Register befindet sich eine vertikale Inschrift, die den Thron- und Geburtsnamen des ägyptischen Pharaos (Königs) Wah-ka-Re Bakenrenef nennt. Dieser Herrscher regierte von circa 720 bis 716 v. Chr. und wird in griechischen Quellen als Bokchoris (altgriechisch Βόκχορις) bezeichnet. Deshalb erhielt die Vase ihren modernen Namen. 
Der Herstellungsort der Vase wird in der Forschung kontrovers diskutiert. Einerseits wird vermutet, dass die Vase in Phönizien produziert wurde. Anderseits wird vorgeschlagen, dass sie in Ägypten hergestellt und dann nach Etrurien verhandelt wurde.